# 절렬양정씨지려
절렬양정씨지려(節烈兩丁氏之閭)은 대한민국 전북특별자치도 장수군에 있는, 절개와 지조를 지킨 두 분 여성의 행적을 기리기 위한 정려각이다. 2000년 11월 17일 전라북도의 문화재자료 제171호로 지정되었다.

## 개요
이 정려각은 절개와 지조를 지킨 두 분 여성의 행적을 기리기 위한 것으로, 조선 경종 3년(1723)에 세우고 순조 19년(1819)에 고친 것이다.
정황(丁煌, 1512∼1560)의 후손들이었던 이 분들의 행적은 정려 안에 걸린 현판을 통하여 알 수 있다. 한 분은 정유재란(1597년) 때 왜적에게 봉변을 당하고 스스로 물 속으로 뛰어들어 목숨을 끊었고, 또 한 분은 남편이 죽자 식음을 전폐하고 남편의 뒤를 따라 지조를 지켰다고 한다.
이 정려각에는 조선 후기의 뛰어난 건축솜씨가 담겨 있는데 정면과 측면이 각 한 칸씩이지만 정면이 더 넓은 편으로 시원한 느낌이 들고 내부는 2칸으로 나누어 두 정려의 정려판을 걸어놓은 상태이다.

## 참고 자료
- 절렬양정씨지려 - 국가유산청 국가유산포털